# Bertrand Lavier

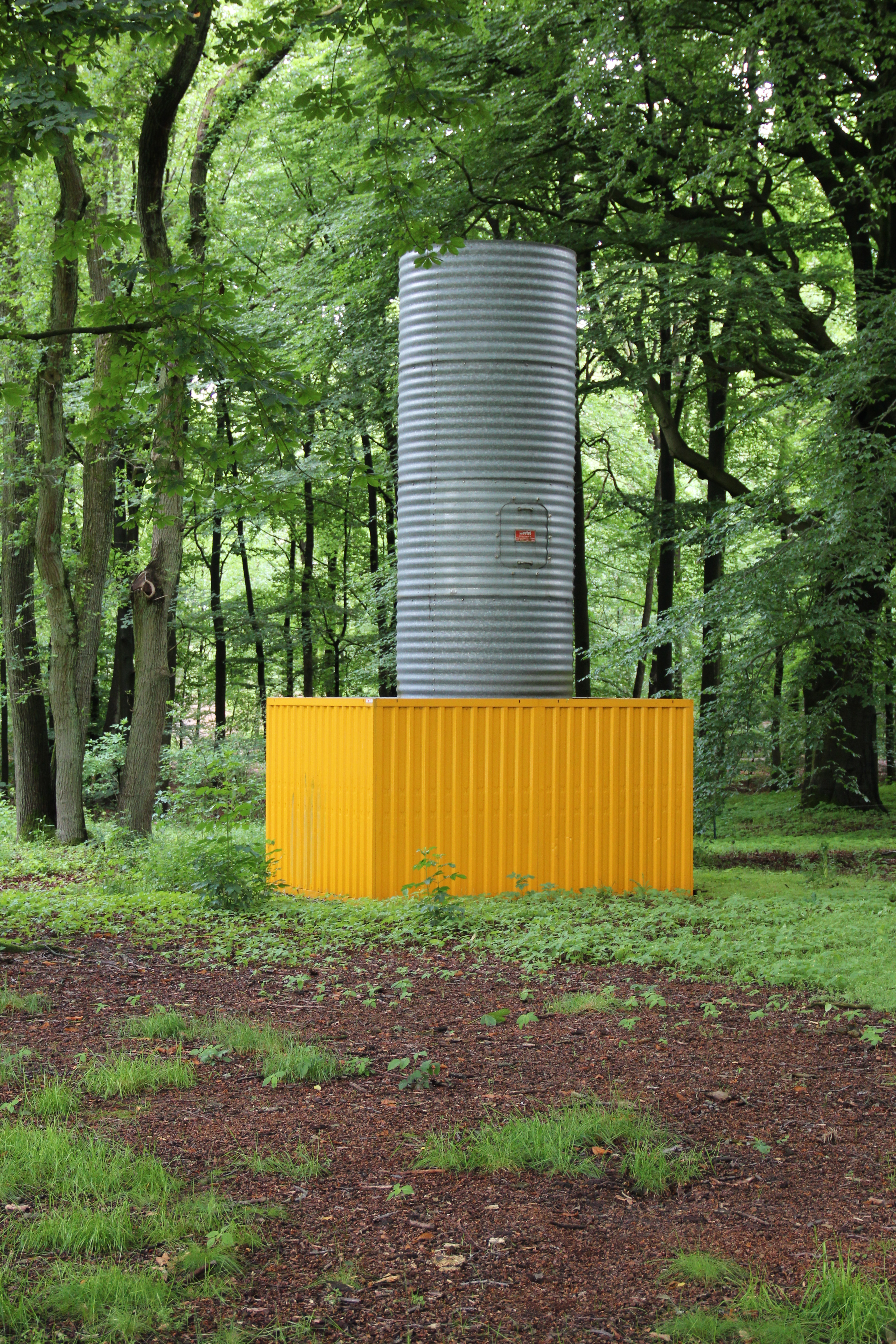
Privé sur mobi (1986) in Otterlo

Bertrand Lavier (Châtillon-sur-Seine, 14 juni 1949) is een Franse beeldhouwer en installatiekunstenaar.

## Leven en werk
Lavier werd opgeleid als tuin- en landschapsarchitect, maar werd installatiekunstenaar. Hij is bekend geworden door zijn beschilderde, deconstructivistische, gestapelde objecten, die hij creëert van objets trouvés.
Hij nam in 1971 deel aan de Biennale de Paris en vertegenwoordigde Frankrijk tijdens de Biënnale van Venetië in 1976.
Hij werd in 1982 uitgenodigd voor deelname aan documenta 7 in Kassel en in 1985 was hij weer aanwezig bij de Biennale de Paris en was zijn werk te zien bij de Biënnale van São Paulo in de Braziliaanse stad São Paulo. In 1987 organiseerde het Kröller-Müller Museum (KMM) in Otterlo de tentoonstelling Vice Versa met het werk van Lavier en François Morellet. Bij die gelegenheid kocht het museum Laviers sculptuur Privé sur mobi voor het beeldenpark en plaatste de sculptuur in het gazon voor de entrée. Hij werd in datzelfde jaar ook uitgenodigd voor deelname aan documenta 8.
Lavier woont en werkt met zijn echtgenote, de Duitse beeldhouwster Gloria Friedmann, in Aignay-le-Duc en Parijs. Hij ontving in 1999 de sculptuurprijs van de Bernhard-Heiliger-Stiftung in Berlijn. Hij was een van de eregasten bij de in 2009 gehouden Third Moscow Biennale of Contemporary Art in Moskou.

## Werken (selectie)
- Or not to be - sculptuur, Collectie FRAC Nord-Pas de Calais
- Mademoiselle Gauducheau (1981), sculptuur, Musée d'Art Moderne de la Ville de Paris
- Gabriel Gaveau (1981) - beschilderde piano
- Westinghouse (1981) - koelkast
- Lavier sur Morellet (1985) - overschilderd doek van François Morellet
- Brandt sur Fichet-Bauche (1985) - objectstapeling
- Ikea sur Zanussi (1986) - objectstapeling
- Privé sur mobi (1986) - objectstapeling, Beeldenpark van het Kröller-Müller Museum in Otterlo
- Boyce sur Ajax (1987) - brandblusapparatuur
- Peugeot (1993) - sculptuur
- Dolly (1993) - sculptuur, Collectie FRAC Nord-Pas de Calais
- Giulietta (1993) - sculptuur/autowrak, Musée d'Art moderne et contemporain de Strasbourg in Straatsburg
- Objet Dard (hommage à Frederic Dard) (2003), Collectie Société Générale in Bourgoin-Jallieu
- Composition bleue, jaune et blanche (2003) - keramisch object
- La Boca sur Zanker (2005) - objectstapeling, sculptuur
- Mirage (2006) - installatie Rue des Peuplier in Parijs[1]
- Mac Cormick sur Saxo (2008) - objectstapeling, Domaine départemental de Chamarande in Chamarande[2]
- Walt Disney production (2008) - sculptuur, Villa Medici in Rome[3]
- Fontaines baroques (2009) - tuinslangen met sproeikoppen, Kasteel van Versailles[4][5]